# Пулитцеровская премия за аудиорепортаж
Пулитцеровская премия за аудиорепортаж — номинация Пулитцеровской премии, созданная в 2020 году. Изменения в структуре премии произошли из-за возрождения формата подкастов и аудиорепортажей, а также увеличения числа расследований и нелитературных материалов в этой области. На награду могут претендовать газеты, журналы, телеграфные службы и новостные сайты США, которые регулярно публикуют аудиорепортажи. Члены попечительского комитета называли номинацию экспериментальной.

За выдающийся пример аудиожурналистики, которая служит общественным интересам, для которой характерны разоблачающие сюжеты и разъясняющие повествование.Оригинальный текст (англ.)For a distinguished example of audio journalism that serves the public interest, characterized by revelatory reporting and illuminating storytelling.

| Год  | Издание                               | Лауреат                                                                                     | Комментарий |
| ---- | ------------------------------------- | ------------------------------------------------------------------------------------------- | --- |
| 2020 | This American Life, Los Angeles Times | Сотрудники This American Life совместно с Молли О'Тул и Эмили Грин                          | За проект «Из толпы» — откровенную и глубокую журналистскую работу, освещающую влияние политики администрации Дональда Трампа «Остаться в Мексике». |
| 2021 | WABE, KCUR, National Public Radio     | Лиза Хаген из WABE, Крис Хаксель из KCUR, Грэм Смит и Роберт Литтл из National Public Radio | За серию расследований о «бескомпромиссных» активистах-сторонниках права на оружие, которая проливает свет на глубокие разногласия и углубляющийся раскол среди американских консерваторов. |
| 2022 | Futuro Media, Public Radio Exchange   | Сотрудники Futuro Media и сотрудники PRX                                                    | За «Suave» — предельно честный и захватывающий рассказ о человеке, который возвращается в общество после более чем 30 лет тюремного заключения. |
| 2023 | Gimlet Media                          | Сотрудники Gimlet Media, в частности Конни Уокер                                            | Расследование тяжелого прошлого ее отца выявило более масштабные случаи насилия над сотнями детей коренных народов в школе-интернате для индейцев в Канаде, включая других членов ее семьи. Этот личный поиск правды искусно переплетен с тщательным журналистским расследованием.                                |
| 2024 | Invisible Institute, USG Audio        | Сотрудники Invisible Institute и USG Audio                                                  | За мощный цикл материалов, возвращающих к преступлению на почве ненависти в Чикаго 1990-х годов - искусное переплетение мемуаров, истории общества и журналистского расследования. |
| 2025 | The New Yorker                        | Сотрудники The New Yorker                                                                   | За подкаст «In the Dark», представляющий собой сочетание захватывающего повествования и неустанных репортажей, несмотря на препятствия со стороны американских военных, четырехлетнее расследование одного из самых громких преступлений войны в Ираке — убийства 25 безоружных иракских мирных жителей в Хадите. |